# Джордж Бреттингэм Соверби III
Джордж Бреттингэм Соверби III (англ. George Brettingham Sowerby III; 1843—1921) — британский конхиолог, издатель и художник-иллюстратор.
Он также работал (как и его отец Джордж Бреттингэм Соверби II и его дед Джордж Бреттингэм Соверби I) над Thesaurus Conchyliorium, всеобъемлющей, красочно иллюстрированной книгой о моллюсках. Был дальтоником, поэтому его дочь сделала большинство раскрасок его гравюр.
Первым в 1903 году описал моллюск ципрея Фултона в своей работе «Моллюски Южной Африки». Раковина моллюска принадлежала английскому дилеру и коллекционеру Хью Фултону, и была извлечена из желудка рыбы, пойманной у берегов Квазулу-Натал. Соверби III присвоил моллюску видовое название в честь первого обладателя его раковины.